# Виконт де Паласьос-де-ла-Вальдуэрна
Виконт де Паласьос-де-ла-Вальдуэрна — испанский дворянский титул. Он был создан в 1452 году королем Кастилии Энрике IV для Педро Гонсалеса де Базана и Пиментеля, сеньора де Паласьос-де-ла-Вальдуэрна.
Название титула происходит от названия муниципалитета Паласьос-де-ла-Вальдуэрна, провинция Леон, автономное сообщество Кастилия-Леон.

## Виконты де Паласьос-де-ла-Вальдуэрна
|                                            | Титул                                                       | Период                                     |
| Креация создана королем Кастилии Энрике IV | Креация создана королем Кастилии Энрике IV                  | Креация создана королем Кастилии Энрике IV |
| ------------------------------------------ | ----------------------------------------------------------- | ------------------------------------------ |
| I                                          | Педро Гонсалес де Базан и Пиментель                         | 1452—1476                                  |
| II                                         | Хуан Родригес де Базан                                      | 1476—1498                                  |
| III                                        | Педро Гонсалес де Базан                                     | 1498-?                                     |
| IV                                         | Мария де Базан и Ульоа                                      | ?-?                                        |
| V                                          | Педро де Суньига Авельянеда и Базан                         | ?-1574                                     |
| VI                                         | Мария де Суньига Авельянеда и Базан                         | 1574—1630                                  |
| VII                                        | Франсиско де Суньига и Авельянеда                           | 1630—1662                                  |
| VIII                                       | Диего де Суньига и Энрикес де Асеведо                       | 1662—1666                                  |
| IX                                         | Фернандо де Суньига и Энрикес де Асеведо                    | 1666—1681                                  |
| X                                          | Исидро де Суньига и Энрикес де Асеведо                      | 1681—1691                                  |
| XI                                         | Ана Мария де Суньига и Энрикес де Асеведо                   | 1691—1700                                  |
| XII                                        | Педро Регаладо де Суньига и Айяла                           | 1700-?                                     |
| XIII                                       | Антонио де Суньига и Айяла                                  | ?-1765                                     |
| XIV                                        | Педро де Алькантара де Суньига и Хирон                      | 1765-1790                                  |
| XV                                         | Мария дель Кармен де Суньига и Фернандес де Веласко         |                                            |
| XVI                                        | Мария Хосефа де Суньига и Хирон                             |                                            |
| XVII                                       | Мария Франсиска де Салес Портокарреро и Суньига             |                                            |
| XVIII                                      | Эухенио де Палафокс и Портокарреро                          |                                            |
| XIX                                        | Мария Франсиска де Салес Палафокс Портокарреро и Киркпатрик | 1825—1851                                  |
| XX                                         | Мария Фитц-Джеймс Стюарт и Палафокс                         | 1851—1879                                  |
| XXI                                        | Хосе Мария Месия дель Барко и Фитц-Джеймс Стюарт            | 1879—1881                                  |
| XXII                                       | Фернандо Месия дель Барко и Фитц-Джеймс Стюарт              | 1881—1917                                  |
| XXIII                                      | Хосе Месия и Лессепс                                        | 1917—1970                                  |
| XXIV                                       | Луис Месия и Фигероа                                        | 1970—1981                                  |
| XXV                                        | Сантьяго Месия и Фигероа                                    | 1981—2009                                  |
| XXVI                                       | Сильвия Касильда Месия Медина                               | 2009-настоящее время                       |

## История виконтов де Паласьос-де-ла-Вальдуэрна
- Педро де Базан и Пиментель, (? −1476), 1-й виконт де Паласьос-де-ла-Вальдуэрна.

1. Супруга — Менсия де Киньонес.

- Хуан де Базан и Киньонес (1450—1488), 2-й виконт де Паласьос-де-ла-Вальдуэрна.

1. Супруга — Мария Сапата и Аларкон.

- Педро де Базан и Сапата (1480- ?), 3-й виконт де Паласьос-де-ла-Вальдуэрна.

1. Супруга — Хуана де Ульоа.

- Мария де Базан и Ульоа, 4-я виконтесса де Паласьос-де-ла-Вальдуэрна.

1. Супруг — Франсиско де Суньига, 4-й граф де Миранда-дель-Кастаньяр.

- Педро де Суньига и Базан (1540—1574), 5-й виконт де Паласьос-де-ла-Вальдуэрна.

1. Супруга — Хуана Пачеко де Кабрера, дочь 3-го маркиза де Вильена и 3-го маркиза де Мойя.

- Мария де Суньига и Пачеко (? −1630), 6-й виконт де Паласьос-де-ла-Вальдуэрна.

1. Супруг — Хуан Лопес де Суньига Авельянеда и Базан (? −1608), 1-й герцог де Пеньяранда-де-Дуэро.

- Франсиско де Суньига и Сандоваль (1611—1662), 7-й виконт де Паласьос-де-ла-Вальдуэрна.

1. Супруга — Ана Энрикес де Асеведо Вальдес и Осорио (1630—1683), 3-я маркиза де Вальдункильо и 4-я маркиза де Миральо.

- Диего де Суньига и Энрикес де Асеведо (1636—1666), 8-й виконт де Паласьос-де-ла-Вальдуэрна.

1. Супруга — Ана де Асеведо Осорио.

- Фернандо де Суньига и Энрикес де Асеведо (1647—1681), 9-й виконт де Паласьос-де-ла-Вальдуэрна.

1. Супруга — Стефания Пиньятелли д’Арагона (? − 1667), дочь 4-го принца де Ноя.
2. Супруга — Ана де Суньига и Давила.

- Исидро де Суньига и Энрикес де Асеведо (1652—1691), 10-й виконт де Паласьос-де-ла-Вальдуэрна.

1. Супруга — Ана де Суньига и Гусман, дочь 3-го маркиза де ла Пуэбла-де-Овандо и 6-го маркиза де Байдес.
2. Супруга — Каталина Колон де Португаль и де ла Куэва (1660—1700), дочь 6-го герцога де Верагуа.

- Ана Мария де Суньига и Энрикес де Асеведо (1642—1700), 11-я виконтесса де Паласьос-де-ла-Вальдуэрна.

1. Супруг — Хуан де Чавес и Чакон (1650—1696), 2-й виконт де ла Кальсада и 5-й граф де Касаррубиос-дель-Монте.

- Педро Регаладо де Суньига и Айяла (? — ?), 12-й виконт де Паласьос-де-ла-Вальдуэрна.

- Антонио де Суньига и Айяла (1669—1765), 13-й виконт де Паласьос-де-ла-Вальдуэрна.

1. Супруга — Мария Тереса Хирон Сандоваль Толедо и Португаль (1706—1755), дочь 5-го герцога де Уседа.

- Педро де Алькантара де Суньига и Хирон (1730—1790), 14-й виконт де Паласьос-де-ла-Вальдуэрна.

1. Супруга — Ана Мария Фернандес де Веласко, дочь 11-го герцога де Фриаса.

- Мария дель Кармен де Суньига и Фернандес де Веласко (1774—1829), 15-я виконтесса де Паласьос-де-ла-Вальдуэрна.

1. Супруг — Педро де Алькантара Альварес де Толедо и Гонзага (1765—1824), сын 10-го маркиза де Вильяфранка-дель-Бьерсо.
2. Супруг — Хосе Мартинес Янгуас.

- Мария Хосефа де Суньига и Хирон (1733—1796), 16-я виконтесса де Паласьос-де-ла-Вальдуэрна.

1. Супруг -Кристобаль Портокарреро Осорио Фернандес де Кордоба, 6-й маркиз де Вальдеррабано.

- Мария Франсиска де Салес Портокарреро и Суньига (1754—1808), 17-я виконтесса де Паласьос-де-ла-Вальдуэрна.

1. Супруг — Фелипе Антонио де Палафокс и Крой д’Авре (1739—1790).
2. Супруг — Эстанислао де Луго и Молина (1753—1833).

- Эухенио де Палафокс и Портокарреро (1773—1834), 18-й виконт де Паласьос-де-ла-Вальдуэрна.

- Мария Франсиска Портокарреро и Киркпатрик (1825—1860), 19-я виконтесса де Паласьос-де-ла-Вальдуэрна.

1. Супруг Хакобо Фитц-Джеймс Стюарт и Вентимилья (1821—1881), 15-й герцог де Альба.

- Мария де ла Асунсьон Фитц-Джеймс Стюарт и Палафокс (1851—1927), 20-я виконтесса де Паласьос-де-ла-Вальдуэрнао.

1. Супруг — Хосе Месия дель Барко и Гайосо де лос Кобос (1853—1917), 4-й герцог де Тамамес.

- Хосе Месия дель Барко и Фитц-Джеймс Стюарт (1879- ?), 21-й виконт де Паласьос-де-ла-Вальдуэрна.

1. Супруга — Фернанда Verquer Andousset.

- Фернандо Месия дель Барко и Фитц-Джеймс Стюарт (1881- ?), 22-й виконт де Паласьос-де-ла-Вальдуэрна.

1. Супруга — Мария Соланж де Лессепс (1877- ?).

- Хосе Месия и Лессепс (1917—1970), 23-й виконт де Паласьос-де-ла-Вальдуэрна.

1. Супруга — Исабель де Фигероа и Перес де Гусман эль Буэно (1916- ?).
2. Супруга — Марта дель Карриль Альдао (1921—2004).

- Хосе Луис Месия и Фигероа (1941- ?), 24-й виконт де Паласьос-де-ла-Вальдуэрна.

1. Супруга — Мария де лос Анхелес де Медина и Сориано.

- Сантьяго Месия и Фигероа (род. 1946), 25-й виконт де Паласьос-де-ла-Вальдуэрна.

1. Супруга — Мария Эухения Мартинес и Каприлес.

- Сильвия Касильда Месия Медина, 26-я виконтесса де Паласьос-де-ла-Вальдуэрна.